# Fundació Cipriano García
La Fundació Cipriano García – Arxiu Històric de Comissions Obreres de Catalunya és un organisme autònom de la CONC (Comissió Obrera Nacional de Catalunya) i és l'entitat que gestiona l'arxiu històric de Comissions Obreres de Catalunya, constituït per un conjunt de fons documentals de procedència diversa, relatius al món del treball, els moviments socials reivindicatius i l'activitat sindical. L'arxiu es va posar en marxa a finals de l'any 1990 i es va inaugurar el novembre de 1992. D'aleshores ençà s'ha aconseguit recuperar un patrimoni documental -fins ara extremadament dispers per la geografia catalana- certament important. Des del 1994 és gestionat per la Fundació Cipriano García.
La creació de l'Arxiu Històric de Comissions Obreres de Catalunya pretén contribuir a la recuperació de la memòria històrica del moviment obrer i de la resta de moviments socials catalans -tenint com a cos principal les Comissions Obreres- durant un període de la nostra història recent, com és el franquista, en el qual les realitats socials i polítiques eren sotmeses al silenci i interpretades des de l'oblit històric de les majories socials. Des de l'Arxiu Històric es té la voluntat de recuperar documentació escrita, gràfica, oral i audiovisual sobre aquest període. Els seus objectius fonamentals són realitzar la classificació, l'ordenació i inventari de la documentació recollida, per tal de difondre-la i facilitar la seva consulta als investigadors socials i a la ciutadania en general. És d'especial interès per a totes aquelles persones que vulguin conèixer i estudiar el període franquista i l'inici del procés de transició democràtica que s'inicià a Espanya a partir de 1976.
L'Arxiu Històric, que té la voluntat d'abastar l'àmbit nacional de Catalunya, forma part de la Xarxa d'Arxius Històrics de la Confederació Sindical de Comissions Obreres, un projecte que es va posar en marxa el 1992, i en el qual participem les unions regionals i confederacions sindicals d'Andalusia, Astúries, Catalunya, Galícia, Madrid, i País Valencià. L'any 1994 es registrà la Fundació que el 1995 adoptà el nom de Cipriano García com a homenatge al company malauradament desaparegut. Des de llavors, la Fundació Cipriano García ha estat l'entitat encarregada de gestionar el funcionament i l'activitat de l'Arxiu Històric de Comissions Obreres de Catalunya. Des de 2008 és l'entitat editora, juntament amb la Universitat de Barcelona, de la revista Segle XX, una revista catalana d'història, una publicació de caràcter anual especialitzada en la història contemporània.
El juny del 2013 es signa un conveni de col'laboració entre la Fundació Cipriano García i el Memorial Democràtic de Catalunya per tal de donar el reconeixement i la rehabilitació necessàries a aquells ciutadans que, com en Cipriano García, han patit persecució a conseqüència de la defensa de la democrácia i l'autogovern de Catalunya. La Fundació Cipriano García - CCOO de Catalunya convoca la 3a edició del Premi Ángel Rozas, premi que porta el nom del dirigent sindical Ángel Rozas, un dels fundadors de Comissions Obreres de Catalunya.